# Федеральная полиция Аргентины
Федеральная полиция Аргентины (исп. Policía Federal Argentina) (PFA) является основными внутренними силами безопасности Аргентины. Создана 24 декабря 1943 года, указом № 17 750 на базе полиции, существовавшей с 1880 по 1943 год. Началом деятельности её стало 1 января 1945 года. Министерство внутренних дел имеет подразделения во всех провинциях страны, в том числе в городе Буэнос-Айрес, где она также выполняет местные полицейские функции, в сочетании со столичной полицией города Буэнос-Айрес, согласно статье 7 Закона о национальной безопасности № 24588, также называемый закон Cafiero.

## История

### Первые шаги федеральной полиции Аргентины

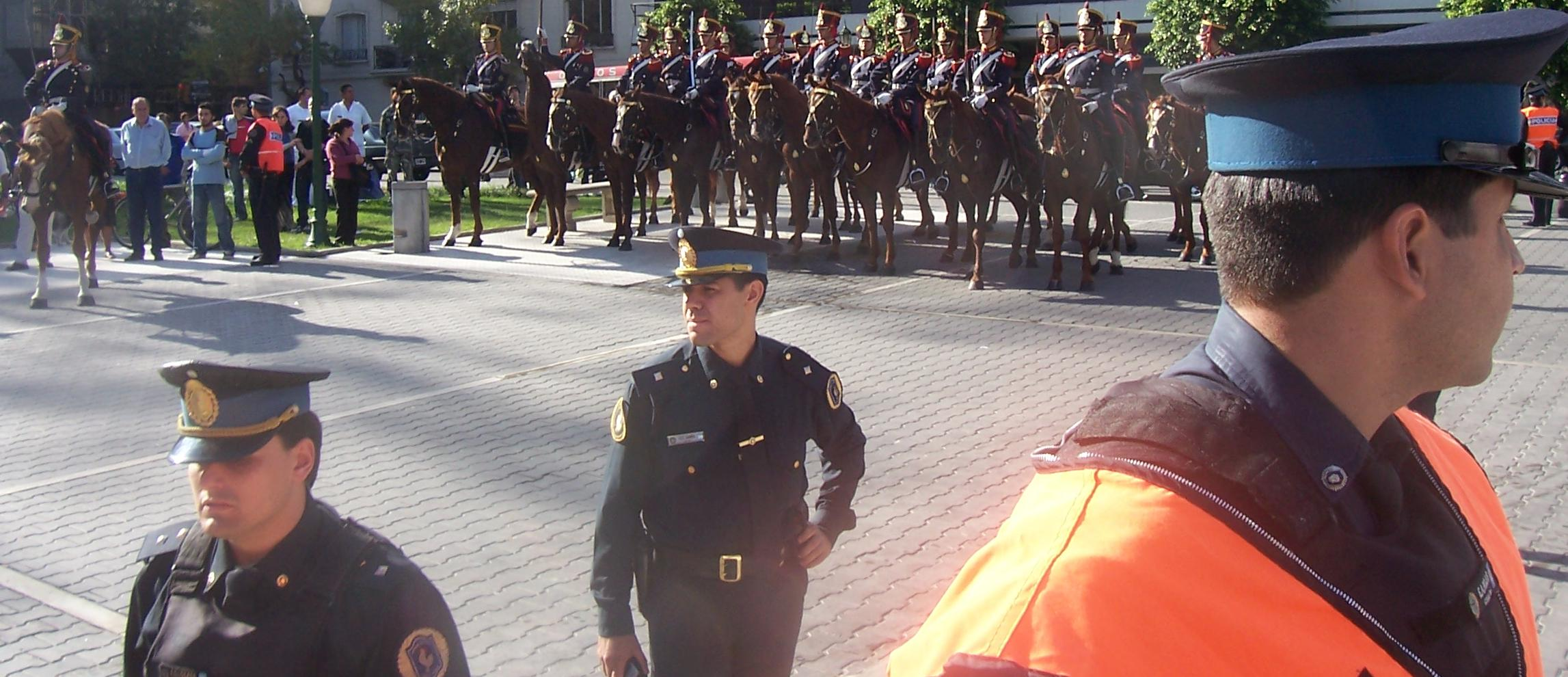
Сотрудники аргентинской полиции

Аргентинская Федеральная полиция была создана 24 декабря 1943 года Указом № 17750 Национального конгресса, который утвердил президент Педро Пабло Рамирес. Руководителем был назначен пребывавший в должности начальника полиции полковник Эмилио Рамирес.